# Alexandrella subchelata
Alexandrella subchelata är en kräftdjursart. Alexandrella subchelata ingår i släktet Alexandrella och familjen Stilipedidae. Inga underarter finns listade i Catalogue of Life.